# 岩崎愛 (声優)
岩崎 愛（いわさき めぐみ、7月17日 - ）は、日本の女性声優。北海道出身。
プロダクション・エース所属。以前はうぃなぁエンタテイメント、東京俳優生活協同組合に所属していた。

## 出演

### テレビアニメ
太字はメインキャラクター
2010年
- B型H系（三郷まみ）

2011年
- 輪るピングドラム（シラセ、水族館の店員、スーパーの女の子の母親、子供A、女子高生、キヨシ君〈スカンク〉、女性アナウンサー、蚊）

2012年
- 坂道のアポロン（川渕太一、写真部〈女子〉）

2013年
- 惡の華（女子生徒）
- ドラえもん（テレビ朝日版第2期）（男の子C、主婦1）

2014年
- ブラック・ブレット（赤い目の少女）

2015年
- 神様はじめました◎（二郎〈少年時代〉）

2016年
- 私がモテてどうすんだ（生徒）

2017年
- はじめてのギャル（セクシーなお姉さんB）
- 僕の彼女がマジメ過ぎるしょびっちな件（エキサイト女優、CMナレーション、ウルテクさんの女、女子生徒、ππ女子）

### 劇場アニメ
- RE:cycle of the PENGUINDRUM（2022年、水族館店員） - 前後編[一覧 1]

### OVA
- Hybrid Child（2014年、幼い小太郎）
- はじめてのギャル（2017年、女子生徒B） - コミックス第5巻BD付き限定版

### ゲーム
- ダンジョントラベラーズ2 王立図書館とマモノの封印（2013年、メフメラ[3]）
- ティアーズ・トゥ・ティアラII 覇王の末裔（2013年）
- 車なごコレクション（2016年、日産フィガロ、日産Be-1、日産パオ）
- 円環のパンデミカ（2016年、斎賀ホタル）
- ダンジョントラベラーズ2-2 闇堕ちの乙女とはじまりの書（2017年、メフメラ[4]）
- アサシン クリード オデッセイ（2018年）
- Fallout 76（2018年）

### ドラマCD
- 無邪気の楽園（リオ）

### 映画
- 商店街アイドル LIVE ALIVE（2013年） - ミキ〈オムレッド〉 役[5][6]

### オーディオブック
- ホーンテッド・キャンパスシリーズ
  - ホーンテッド・キャンパス
  - ホーンテッド・キャンパス 幽霊たちとチョコレート
  - ホーンテッド・キャンパス 桜の宵の満開の下
  - ホーンテッド・キャンパス 死者の花嫁
  - ホーンテッド・キャンパス 恋する終末論者
  - ホーンテッド・キャンパス 雨のち雪月夜
  - ホーンテッド・キャンパス なくせない鍵
  - ホーンテッド・キャンパス この子のななつのお祝いに
  - ホーンテッド・キャンパス 春でおぼろで桜月
  - ホーンテッド・キャンパス きみと惑いと菜の花と
  - ホーンテッド・キャンパス 白い椿と落ちにけり
  - ホーンテッド・キャンパス 水無月のひとしずく(2024/11/22配信予定)
  - ホーンテッド・キャンパス 墓守は笑わない(2024/12/27配信予定)
  - ホーンテッド・キャンパス 夏と花火と百物語(2025/02/07配信予定)
  - ホーンテッド・キャンパス 秋の猫は緋の色(2025/03/07配信予定)
  - ホーンテッド・キャンパス 夜を視る、星を撒く(2025/04/18配信予定)
  - ホーンテッド・キャンパス 最後の七不思議(2025/05/23配信予定)
  - ホーンテッド・キャンパス 待ちにし主は来ませり(2025/07/25配信予定)
  - ホーンテッド・キャンパス だんだんおうちが遠くなる(2025/08/22配信予定)
  - ホーンテッド・キャンパス オシラサマの里(2025/09/26配信予定)

### その他
- Ustream『こっそりピングドラム』※アシスタント[7]
- 声優ユニット『Shock hearts』※リーディングライブ、舞台[7]
- 劇場アニメ『バースデー・ワンダーランド』UDCast音声ガイド（2019年）
- 映画『ダンスウィズミー』UDCast音声ガイド（2019年）
- 劇場アニメ『二ノ国』UDCast音声ガイド（2019年）
- 映画『AI崩壊』UDCast音声ガイド（2020年）
- 映画『ヲタクに恋は難しい』UDCast音声ガイド（2020年）

## ディスコグラフィ

### 参加作品
| 発売日         | 商品名 | 歌                                     | 楽曲                                           | 備考                                       |
| -------------- | ------ | -------------------------------------- | ---------------------------------------------- | ------------------------------------------ |
| 2012年11月29日 | -      | 岩崎愛、森下来奈、土井友加里、金子朋世 | 「GO!」 「ジョシゴコロ」 「Girl's GOLDEN AGE」 | Web映画『商店街アイドル LIVE ALIVE』劇中歌 |